# Vararanes Axuxa V
Vararanes Axuxa V (em armênio: Վահրամ-Աշուշա(յ); romaniz.: Vahram-Ašuša(y)), o Barsamuses (em grego: Βαρσαμούσης; romaniz.: Barsamoúsēs) ou Barsamíses (Βαρσαμοίσης, Barsamoísēs) das fontes bizantinas, foi um vitaxa ibérico de Gogarena dos mirrânidas e combatente do Império Sassânida contra o Império Bizantino.

## Nome

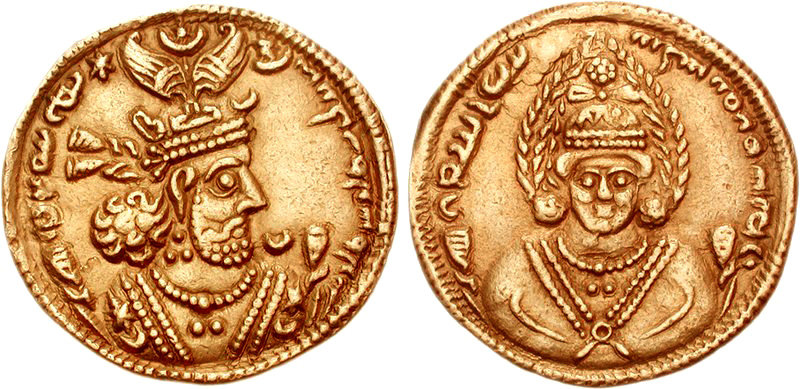
Dinar de r.

Vararanes ou Veramo (Veramus) são as formas latinas dos teofóricos persa médios Vararã (𐭥𐭫𐭧𐭫𐭠𐭭, Waraḥrān) e Varã (𐭥𐭠𐭧𐭫𐭠𐭬, Waḥrām), que aludem a Veretragna (𐬬𐬆𐬭𐬆𐬚𐬭𐬀𐬖𐬥𐬀, vərəθraγna), o deus iraniano da vitória. Foi registrado em armênio como Varã (Վահրամ, Vahram), Verã (Վռամ Vṙām) e Vaã (Վահան, Vahan; assumida como uma forma abreviada de Vaagênio, a forma armênia do deus Veretragna), em grego como Boanes (Βοάνης, Boánēs), Baanes (Βαάνης, Baánēs), Baranes (Βαράνης, Baránēs), Baânio (Βαάνιος, Baánios), Uarrames / Varrames (Ουαρράμης, Ouarrámēs), Barã (Βάραμ, Báram), Baramo (Βάραμος, Báramos) e Baram(a)anes (Βαραμ(a)άνης, Baram(a)ánēs), em georgiano como Barã (ბარამ, Baram) e em persa novo como Barã (بهرام, Bahrām).

## Vida
Axuxa era um nobre da dinastia mirrânida que tornar-se-ia vitaxa de Gogarena. Aparece em 627, em plena guerra entre o Império Bizantino e o Império Sassânida, quando aliou-se com o xá Cosroes II (r. 590–628). Estava na Batalha de Nínive de 12 de dezembro contra o exército invasor do imperador Heráclio (r. 610–641) e foi capturado pelos bizantinos, segundo Teófanes, o Confessor.